# カナディアン・ウイスキー

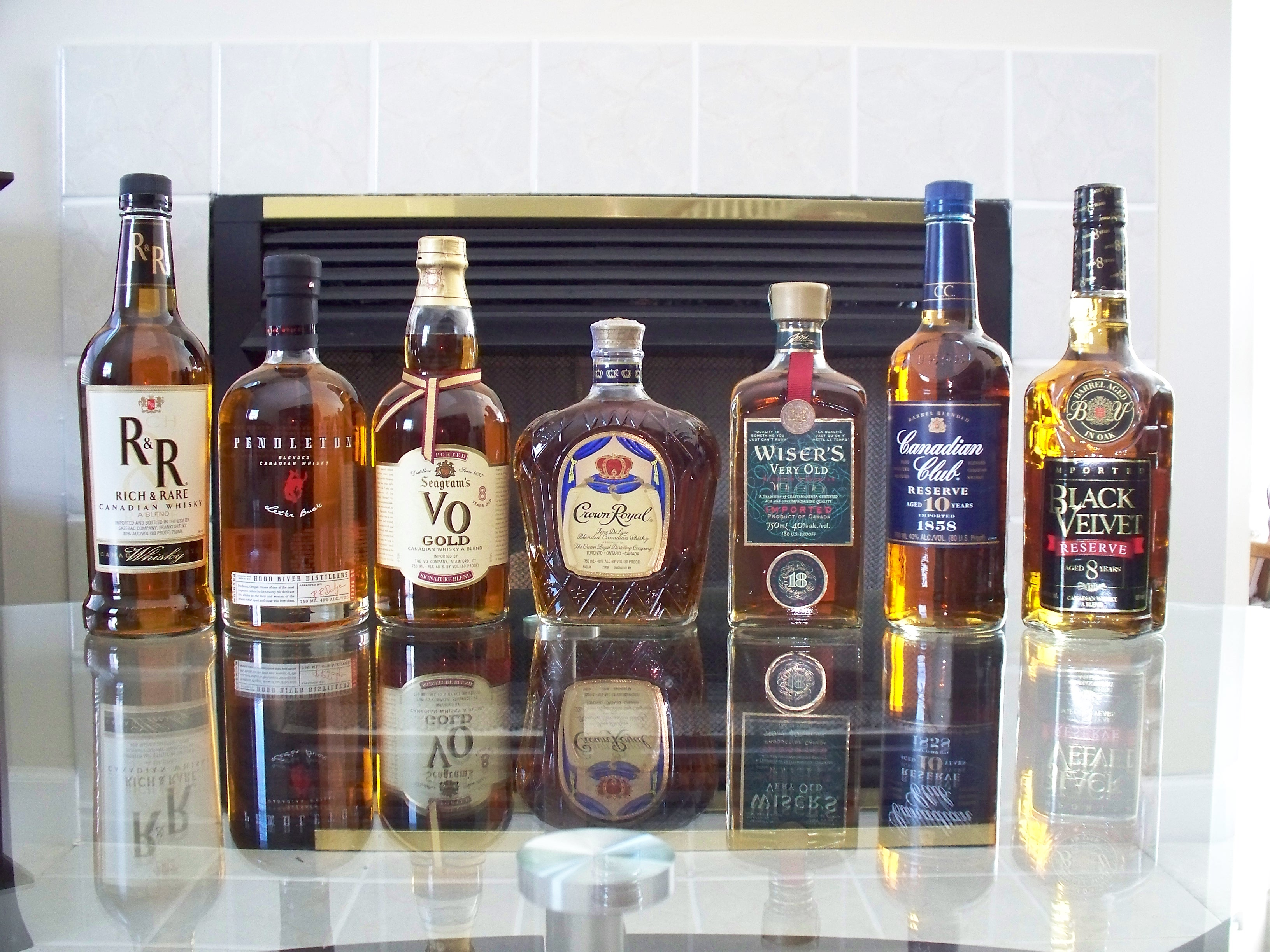
さまざまなカナディアン・ウイスキー

カナディアン・ウイスキー（英: Canadian whisky）とは、カナダ国内で、カナダの法律に従って作られるウイスキーである。かつては「one day whisky」とも呼ばれる粗悪なものだったが、隣国アメリカの禁酒法時代に生産を伸ばし、カナダで法律が整備された近年では、どの銘柄も一定以上の品質で、名実ともにウイスキーといえるものになっている。なお、今日のカナダは世界的に見てウイスキーの生産量の多い地域の1つであり、日本においては、カナダをウイスキーの五大産地の1つとし、カナディアン・ウイスキーを世界五大ウィスキーの1つとして数えることが一般的となっている。

## 歴史
カナディアン・ウイスキーの誕生は、一説によればアメリカン・ウイスキーの誕生よりもやや遅く（やや歴史が浅く）、1769年であったとされる。しかしながら、カナダで最初の蒸留器を備えた酒の醸造所が、ウィスキーの輸入の削減を目的として、現在のモントリオール付近に建設されたのは、1668年のことであり、カナダで蒸留酒の生産が始まったことをカナディアン・ウイスキーの誕生と考えるならば、17世紀後半にはカナディアン・ウイスキーが誕生していたともいえる。いずれにしても、カナダでのウイスキーの生産が本格化したのは、アメリカ合衆国の独立戦争後に、アメリカ合衆国の独立に批判的なイギリス系の農民が、当時はまだイギリスの植民地であったカナダに移住し、そこで穀物の生産を開始した頃であるとされている。
カナダでは18世紀の後半に穀物が過剰生産となり、その余剰穀物を使って、製粉所が蒸留酒の製造を始めた。当時の製粉業者は、製粉業が本業であったが、そのほとんどが副業として蒸留酒作りを行い、中には蒸留酒作りを本業にする業者も現れた。一説によれば1787年には、ケベックで3箇所、モントリオールで1箇所、蒸留酒の製造を専門に行う蒸留所があったとも言われる。また、一説によれば、1840年代には200以上の蒸留酒の蒸留所が稼動していたとも言われる。
そこで生産される蒸留酒は、その多くはアメリカ合衆国向けであった。ただし、この頃の製品は「one day whisky」とも呼ばれる粗悪品で、蒸留を行うと、ほぼそのままで（事実上熟成を行わずに）、1日後か2日後には製品として出荷するといった具合であったと言われる。なお、この蒸留酒は今日のカナダでは、同国の法律の関係で「ウィスキー」と名乗ることはできない。
カナダ・ウイスキーの代表的銘柄である「カナディアン・クラブ」は1856年にその蒸留所をオンタリオ州のウォーカーヴィルで創業している。当時、カナダでのウイスキーは樽での販売が普通だったが、「カナディアン・クラブ」は、ボトリングし（瓶に詰めて）、さらに製造保証書を付けて販売したという点で、カナダのウィスキー史の中では特筆に価する。
カナダでのウィスキーは、19世紀の後半までは、ライムギを原料としたものが主流であった。しかし、1850年代には連続式蒸留機が導入されたり、また、この19世紀の後半からはトウモロコシなども原料として使われたりするようになったことで、カナダのウィスキーは味などが変化した。今日のカナディアン・ウィスキーは、ライムギ以外にもトウモロコシがしばしば使用され、また、その蒸留過程において連続式蒸留機を使うのが普通である。したがって、今日のカナディアン・ウィスキーの特徴は、この頃に獲得されたと言える。
カナディアン・ウィスキーにとっての次の転機は、1920年1月16日から1933年12月5日にかけて、隣国アメリカ合衆国が禁酒法の時代に入ったことである。この禁酒法はアメリカ合衆国におけるウィスキー生産に大打撃を与え、また、当時アメリカ合衆国に盛んに輸入されていたアイリッシュ・ウィスキーは輸入禁止措置が取られたことでアイルランドのウィスキー生産にも大打撃と与えた。無論、カナダのウィスキーとて表面上は輸入禁止であったが、アイルランドとは違ってカナダは地理的に近く、それどころかカナダとアメリカ合衆国は長い区間に渡って国境を接しているという地の利をカナダは持っていた。アメリカ合衆国とカナダとが国境を接している区間は長く、監視しきれなかったために容易に密輸ができたのである。結果としてカナダのウィスキーは、アメリカ合衆国へと密輸されることとなる。
アメリカ英語では、bootleg（ブーツレッグ）に密造酒（＝moonshine）という意味もあるが、bootlegは密輸された品、特に、密輸された酒を意味する語であり、カナダ産のウィスキーは、bootlegとして良く知られる品となる。ちなみに、ハイラム・ウォーカー社とシーグラム社は、アメリカ合衆国のミシガン州のデトロイトへ小型の高速船を使ってデトロイト川を渡って簡単に密輸できるように、カナダのオンタリオ州のウィンザーにウィスキーの醸造と蒸留を行う設備を持っていた。なお、デトロイトとウィンザーとは、川の対岸に位置していて、距離はほとんどない。この他にも、禁酒法下にあったアメリカ合衆国の北部に居住していた市民は、休日になると自動車で国境を越えて、カナダで酒を買い求めるということもあった。
結局、アメリカ合衆国で禁酒法が施行されても、ウィスキーの消費量は変わらず、一説によれば、この頃にアメリカ合衆国で消費されたウィスキーの3分の2はカナダ産のウィスキーであったとも言われる。これらのことにより、カナダのウィスキー産業は大きく発展したのである。さらに、アメリカ合衆国で禁酒法が撤廃されても、良質なウィスキーの生産には長い熟成期間が必要であるため、アメリカ合衆国産の良質なウィスキーの出荷をすぐに行うことは不可能であった。アメリカン・ウイスキーが復活してくるまでの間に、カナディアン・ウィスキーはアメリカ合衆国内において、確固たる評価と人気を獲得する。
確かにアメリカ合衆国の禁酒法時代にカナダから大量のウィスキーが流入したこともカナダがウィスキー生産大国となる要因ではあるのだが、このことよりも、むしろアメリカ合衆国で禁酒法が撤廃された直後から、良質なウィスキーをアメリカ合衆国へ大量に供給し、これによってアメリカ合衆国で人気を得たことの方が、カナダをウィスキー生産大国にのし上げる効果としては大きかったのである。
そして、カナディアン・ウィスキーの持つ一般的な特徴は、第2次世界大戦後の消費者の嗜好の変化に合致していたために、世界的に飲まれるようになっていく。

## 一般的な製法
ここではカナダで法律が整備されてから後のカナディアン・ウィスキーの一般的な製法について記述する。それ以前については「歴史」の節を参照のこと。また、ここではあくまでカナディアン・ウィスキーの全体的な傾向に則して製法を記述している。銘柄によって製法（原料の配合比率や熟成のさせ方など）は別々であることを予め断っておく。

### 定義
カナディアン・ウィスキーは、カナダの法律によって縛りがかけられている。それによれば、カナディアン・ウィスキーは、穀類のみを原料とし、これを麦芽の持つデンプン分解酵素によって糖化し、酵母によって醗酵させ、カナダ国内で蒸留し、容量700リットル以下の樽を用いて熟成を行い、最低でも3年以上の熟成期間を経たものである。
なお、熟成はカナダ国内で行わなければならないともされている。これらの定義に合致しない場合は、カナディアン・ウィスキーを名乗れない。

### 原料
カナディアン・ウィスキーは、主にトウモロコシ
、ライムギ、オオムギの麦芽といったものを原料としている。この他にコムギの麦芽が原料として使われる場合もある。
これらの原料の使用割合は任意であるが、もしも「カナディアン・ライ・ウィスキー」（単に「ライ・ウィスキー」と呼ばれる場合もある）を名乗りたいのであれば、ライムギの使用比率が51%以上でなければならない
。また、使用量に制限があるものの、全くウィスキーとは関係のない香味液（ワインやブランデーなど）を用いる場合もある。

### 製造工程
まず、上記の原料に水を加え、原料に含まれるデンプンを麦芽の持つ酵素によって糖化させる。酵母はデンプンをそのままではアルコールへ分解できないからである。
次に、原料を糖化させてできた液体を、酵母によって醗酵させてもろみ（醸造酒）を作る。この時、ムギ類を原料に作ったもろみと、主にトウモロコシを原料として作ったもろみは別々に作られるのが普通である。
そのうち、ムギ類を原料としたもろみはライムギが主体であることが一般的である。また、主にトウモロコシを原料としたもろみには少量のオオムギの麦芽が用いられている。
醗酵によって作られた2種類のもろみを、それぞれ主に連続式蒸留機を用いて蒸留する。これにより、ムギ類を原料とした蒸留酒と、主にトウモロコシを原料とした蒸留酒の、2種類の蒸留酒が別々に製造される。一般的には、主にトウモロコシを原料とした蒸留酒は、主にムギ類を原料とした蒸留酒よりも、アルコール度数が高い状態になるまで蒸留が行われる。蒸留の後、熟成に適するアルコール度数となるよう加水が行われるのが一般的である。
蒸留後、それぞれの蒸留酒を樽に貯蔵して熟成させる。2種類の蒸留酒はそれぞれ容量180リットル以下の木製の樽で熟成が行われるが、その熟成期間はどちらも3年以上でなければならない
。2種類の蒸留酒のうち、ムギ類を原料とした蒸留酒の熟成には、内側を火で焦がした新樽や中古の樽を主に用いる。
これに対して、主にトウモロコシを原料とした蒸留酒の熟成には、バーボン樽（過去にバーボンの熟成に用いた樽）を材料として再生した樽を主に用いる。
カナディアン・ウィスキーの製造工程においては、ムギ類を原料とした蒸留酒を原酒とするウィスキーと、主にトウモロコシを原料とした蒸留酒を原酒とするウィスキーの、2系統のウィスキーを製造していると言える
。このうち、ムギ類を原料とした蒸留酒を原酒とするウィスキーの方が、一般的に香りなどの個性が強いと言われており、カナダではフレーバリング・ウイスキー（香味付加のためのウィスキー）と呼ばれる。これに対して、主にトウモロコシを原料とした蒸留酒を原酒とするウィスキーは、一般的に無個性だと言われており、こちらは全てフレーバリングが行われるために土台として用いられるウィスキーであることから、カナダではベース・ウイスキーと呼ばれる。
2系統のウイスキーのブレンド比率は、一般的にベース・ウイスキーが88 - 96%程度、フレーバリング・ウイスキーが4 - 12%程度と言われている。
ただし、中にはフレーバリング・ウイスキーの比率がさらに高い銘柄も存在する。また、フレーバリングとして香味液（ワインやブランデーなど）を用いる場合もある。いずれにしても、これらをブレンドしたものが製品となっている。
樽での熟成を終えた後にも、一般的なウィスキーと同様に加水され、アルコール度数40度程度の製品として出荷している例が複数の銘柄で見られる。

## 特殊なカナディアン・ウィスキー

### ホワイト・カナディアン
ホワイト・カナディアン（White Canadian Whisky）は、1930年代に作られた、世界初の無色透明なウィスキーとして知られる。
4回の蒸留と、3回の活性炭を用いた濾過によって脱色を行うことで作られた。
つまり、これは蒸留されたての熟成がなされていない蒸留酒とは別物で、きちんと木製の樽で熟成を行った後に、液色が無色透明となるように操作を行ったウィスキーなのである。こちらは世界的に見ても特殊なウィスキーと言える。

### シングルモルトウィスキー
1991年からケープブレトン島にある独立系醸造所のグレノラ蒸留所は、スコッチ・ウイスキーの形式でグレーンウィスキーとブレンドしない、シングルモルト・ウイスキーを造っている。今日では、世界的には様々なシングルモルトウイスキーが見られるが、ブレンデットウィスキーが主流であるカナディアン・ウィスキーとしては異色の存在である。

## カナディアン・ウイスキーの一覧
カナダでは、アメリカ合衆国との国境に近い、五大湖の1つ、オンタリオ湖の周辺が、ウィスキーの主要な産地となっている。

### ブレンデッドウイスキー
- アルバータ蒸留所（英語版） - アルバータ州カルガリー（ビーム社傘下）
  - Alberta Premium（英語版）
  - Alberta Springs Rye Whisky 10年
  - Tangle Ridge Aged 10年
- アライド・ドメク
  - McGuinness Silk Tassel
- バートン・ブランズ（英語版）
  - Barton's Canadian 36ヶ月
  - Canadian Host
  - Canadian Supreme
  - Corby's Canadian 36ヶ月
  - McMaster's
  - Northern Lights
- カナディアン・ミスト蒸留所（英語版） - オンタリオ州コリンウッド（英語版）（ブラウン・フォアマン（英語版）系列）
  - Canadian Mist（英語版）
- センチュリー蒸留所（英語版） - ブリティッシュコロンビア州バンクーバー
  - Century Reserve 8年
  - Century Reserve 13年
  - Century Reserve 15年
  - Century Reserve 21年
- コービィ蒸留所（英語版） - オンタリオ州トロント
  - Gooderham & Worts Ltd
  - Lot No. 40
  - Pike Creek
  - Royal Reserve
- ハイウッド蒸留所（英語版）[23] - アルバータ州ハイリバー（英語版）
  - Centennial - 10年物のライ・ウイスキー
  - Highwood Canadian - ライ・ウイスキー
  - Saskatchewan Wheatland - ライ・ウイスキー
- ハイラム・ウォーカー - オンタリオ州ウィンザー
  - Canadian Club Premium
  - Canadian Club Sherry Cask 8年
  - Canadian Club Reserve 10年
  - Canadian Club Premium Classic 12年
  - Hiram Walker Special Old - ライ・ウイスキー
  - Wiser's De Luxe
  - Wiser's De Luxe 10年
  - Wiser's Very Old
  - Wiser's Special Blend
  - Rich & Rare
- フォーティークリーク蒸留所（英語版） - オンタリオ州グリムズビー
  - Forty Creek Barrel Select
  - Forty Creek Three Grain
- メイプルリーフ蒸留所（Maple Leaf Distillers）[24] - ブリティッシュコロンビア州オカナガン
  - Canadian Cellars Rye Whisky
- コンスタレーション・ブランズ（英語版） - アルバータ州レスブリッジ
  - Black Velvet（英語版）
- ウィリアム・グラント&サンズ（英語版） - オンタリオ州ウィンザー
  - Gibson's Finest（英語版） 12年
  - Gibson's Finest Rare 18年
  - Gibson's Finest Sterling Edition
- シェンリー蒸留所（英語版）
  - Schenley Golden Wedding
  - Schenley OFC 8年
- クラウン・ローヤル蒸留所 - マニトバ州ギムリ（英語版）（ディアジオ傘下）
  - Crown Royal（英語版）
  - Crown Royal Limited Edition
  - Crown Royal Special Reserve
  - Seagram's 83 Canadian Whisky
  - Seagram's Five Star Rye Whisky
  - Seagram's VO

### シングルモルトウィスキー
- グレノラ蒸留所（英語版） - ノヴァスコティア・グレンヴィル（独立系）
  - Glen Breton Rare

## 日本への輸入について
日刊経済通信社が発表したデータによれば、少なくとも2007年から2010年にかけて、日本のカナディアン・ウィスキーの輸入量は、上記のように様々な銘柄が存在しているのにもかかわらず、カナディアン・クラブ（Canadian Club）の輸入量だけが突出しているという特徴があると言える。参考までに、2007年、2008年、2009年、2010年と、4年連続で750mlのボトル換算で4万本以上が輸入されているが、このうち2007年は95.5%、2008年は94.8%、2009年は94.8%、2010年は95.5%が、カナディアン・クラブで占められていた。